# Trichomasthus dignus
Trichomasthus dignus är en stekelart som beskrevs av Khlopunov 1987. Trichomasthus dignus ingår i släktet Trichomasthus och familjen sköldlussteklar.
Artens utbredningsområde är Tyskland. Inga underarter finns listade i Catalogue of Life.